# Euceraia subaquila
Euceraia subaquila är en insektsart som beskrevs av Grant Jr., H.J. 1964. Euceraia subaquila ingår i släktet Euceraia och familjen vårtbitare. Inga underarter finns listade i Catalogue of Life.